# 압둘마레크 알카이브리
압둘마레크 압둘라 알하이브리(1986년 3월 13일 ~ , 아랍어: عبد الملك عبد الله الخيبري)는 은퇴한 사우디아라비아의 전 축구 선수이다. 현역 시절 포지션은 수비형 미드필더였다.

## 클럽 경력
그는 2007년과 2008년 사이에 알카디시야에서 뛰었다. 2008년 여름에 그는 알나스르와 알샤바브와 계약했을 때 논란의 중심에 있었다. 사우디아라비아 축구 연맹은 결국 알샤바브를 지지하는 판결을 내렸고 그는 4개월 자격 정지를 당했다.

### 알샤바브 FC
2008년 11월 30일, 그는 알라에드와의 리그 경기에서 알샤바브에 데뷔했다. 클럽에서의 첫 시즌에 그는 킹컵과 사우디 페더레이션컵에서 우승했다. 2011-12시즌 동안 그는 알샤바브와 리그 타이틀을 획득하고 시즌을 무패로 마무리하면서 리그 11경기에 출전했다. 2011년 11월 25일, 그는 하제르와의 경기에서 클럽의 첫 골을 기록했다. 2013년 3월 1일, 그는 알샤바브와 3년 새 계약을 체결했다. 2013-14시즌에 그는 알샤바브에 세 번째 우승을 차지하면서 킹컵의 6개 경기에 모두 출전했다. 그는 계약의 마지막 6개월을 입력한 후 재계약을 거부하고 2015-16시즌을 끝으로 떠났다.

### 알힐랄 SFC
2016년 6월 5일, 그는 도시 라이벌인 알힐랄에 자유 이적했다. 그는 클럽과 3년 계약을 맺었다. 첫 시즌에 클럽은 리그와 컵에서 더블을 달성했다.

### 다시 알샤바브 FC로 돌아와서
2019년 7월 6일, 그는 무료 이적으로 알샤바브에 합류했다.

## 국가대표 경력
2018년 5월, 그는 2018년 러시아 월드컵에 사우디아라비아 국가대표팀 명단에 이름을 올렸지만, 그는 어떤 경기에도 출전하지 않았다.

## 경력

### 알샤바브 FC
- 프로 리그: 2011-12
- 킹컵: 2009, 2014
- 슈퍼컵: 2014
- 페더레이션컵: 2008-09, 2009-10

### 알힐랄 SFC
- 프로 리그: 2016-17, 2017-18
- 킹컵: 2017
- 슈퍼컵: 2018